# Clara Gallini
Clara Gallini (Crema, 19 giugno 1931 – Roma, 21 gennaio 2017) è stata un'antropologa ed etnologa italiana.

## Biografia
Clara Gallini si laureò nel 1954 in Lettere classiche all'Università Statale di Milano, con una tesi sul mito di Arianna, relatrice Mamolina Marconi, che le fece conoscere le ricerche di Carl Gustav Jung, Ernesto de Martino e Károly Kerényi, indirizzandola alla lettura della collana "Collezione di studi religiosi, etnologici e psicologici", nota come Collana Viola  diretta da Cesare Pavese e Ernesto de Martino. 
Lo stesso anno si iscrisse alla Scuola di Perfezionamento di Roma, dove conobbe Ugo Bianchi e, soprattutto, Angelo Brelich e Raffaele Pettazzoni, che le assegnò un argomento di ricerca cui egli stesso si stava interessando: “Il Signore degli animali”. Si diplomò nel marzo del 1958 con il voto di 70/70 e lode con una tesi dal titolo: Il Signore degli animali nei popoli cacciatori e i suoi riflessi sulla religione. Della commissione faceva parte Ernesto de Martino. Questo fu il primo incontro tra la giovane Clara Gallini e l'antropologo che avrebbe avuto un ruolo fondamentale nella sua vita.
I rapporti con Raffaele Pettazzoni e la Scuola romana di storia delle religioni si mantenero vivi. Nel 1956 la Gallini diventò socia della Società italiana di Storia delle Religioni (SSR), e per la rivista "Studi e Materiali di Storia delle Religioni" (SMSR) scrisse, su richiesta di Brelich, l'articolo Animali al di là, cui avrebbero fatto seguito altri contributi. Nel 1959 Ernesto de Martino era a Milano per la presentazione del suo Morte e pianto rituale nel mondo antico e a Clara Gallini propose di fargli da assistente volontaria per gli insegnamenti di Etnologia e di Storia delle religioni presso l'Università di Cagliari. Seguì dunque Ernesto de Martino in Sardegna, dove insegnò latino e greco presso il Liceo Siotto Pintor di Cagliari.
Nel 1965 conseguì la libera docenza in Storia delle Religioni grazie ad una serie di pubblicazioni sul mondo classico e sul folklore religioso (soprattutto sardo). In Sardegna Clara Gallini arricchì il suo bagaglio di conoscenze, lesse Karl Marx e Antonio Gramsci e si avvicinò alla sociologia. I colleghi approdati in quegli anni all'Università di Cagliari da ogni parte d'Italia dettero modo a Clara di conoscere i saperi più svariati: nel contempo gli incontri con donne semplici, pastori e contadini le mostrò diversità ed eguaglianza dell'essere umano.
La giovane antropologa fu poi assistente alla cattedra di Storia delle Religioni, che dopo la morte di Ernesto de Martino, nel 1965, terrà da titolare fino al 1978. La carriera universitaria cagliaritana di Clara Gallini fu segnata dallo storico incontro-scontro fra Ernesto de Martino e Alberto Mario Cirese, capostipiti di quella che oggi viene riconosciuta come Scuola antropologica di Cagliari, che, oltre la stessa Gallini, ha avuto studiosi quali Giulio Angioni, Pietro Clemente, Enrica Delitala, Pier Giorgio Solinas, Placido Cherchi. Frutto di quegli anni d'intensa ricerca sul campo furono diverse monografie sul folklore sardo: I rituali dell'argia (ripubblicato nel 1988 con il titolo La ballerina variopinta), Il consumo del sacro, Dono e malocchio.
Nel 1978 Clara Gallini si trasferì a Napoli essendo diventata titolare della cattedra di Antropologia Culturale presso l'Istituto Universitario Orientale. In questo periodo ritornò ai suoi studi di archivio curando le edizioni critiche delle opere edite ed inedite di Ernesto de Martino.
Nel 1979 la Rai Terza Rete le commissionò una ricerca che sarà parte di una serie di quindici trasmissioni radiofoniche dal titolo "Noi, voi, loro, donna". Da questa navque l’Intervista a Maria, che le darà modo di rivedere in maniera critica la propria metodologia di ricerca e di far precipitare in senso positivo quell'amalgama di intuizioni fino allora sparse e marginali.
Frutto di ricerche di archivio furono anche La sonnambula meravigliosa del 1983, Il Miracolo e la sua prova del 1998 e Il ritorno delle Croci nel 2009.
Fu socio fondatore e presidente dell'Associazione Internazionale Ernesto de Martino. Nel 1998, ancora alla guida dell'Associazione, attivò la Scuola Estiva di Alta Specializzazione di Bassano per giovani laureati, con lo scopo di promuovere il pensiero demartiniano e valorizzando un ambiente geografico fino allora lontano dai grandi centri di diffusione della cultura. Terminato il mandato, rispettando il suo desiderio di non ricoprire più cariche l'Associazione le conferì il titolo di Presidente Onorario.
Nel 1995 fu tra i fondatori per la costituzione dell'International Gramsci Society Italia, nata come sezione italiana dell'International Gramsci Society.
Nel 2006 venne insignita del Premio La Marmora per gli studi da lei condotti sulla cultura e sulla religiosità della Sardegna. Il premio, istituito nel 1977 dal Rotary Club di Cagliari, è assegnato a chi, non sardo, ha dato un contributo rilevante alla valorizzazione del patrimonio culturale dell'isola.
Dopo aver lasciato Napoli tenne fino al pensionamento la Cattedra di Antropologia Culturale presso l'Università la Sapienza di Roma, dove le venne conferito il titolo di Professore Emerito.
Il 3 maggio 2017, nell'anno della sua scomparsa, durante una cerimonia l'amministrazione comunale di Crema le intitolava la biblioteca civica. La famiglia, in quell'occasione donava all'istituzione culturale l'intera biblioteca privata della studiosa.

## Opere
- Incidenti di percorso. Antropologia di una malattia, Nottetempo, 2016.
- Il ritorno delle croci, Manifestolibri, 2009.
- Croce e delizia. Usi, abusi e disusi di un simbolo, Bollati Boringheri, 2007.
- Incontri etnografici. Processi cognitivi e relazionali nella ricerca sul campo, a cura di Clara Gallini e Gino Satta, Meltemi, 2007.
- Ernesto de Martino e la formazione del suo pensiero: note di metodo a cura di Clara Gallini Liguori, 2005.
- Cyberspiders. Un'etnologa nella rete, Manifestolibri, 2004.
- Patrie elettive. I segni dell'appartenenza, a cura di Clara Gallini, Bollati Boringhieri, 2003.
- Il consumo del sacro, Ilisso, 2003.[9]
- Intervista a Maria, Ilisso, 2003.
- La fine del mondo: contributo all'analisi delle apocalissi culturali/ Ernesto de Martino, a cura di Clara Gallini; introduzione di Clara Gallini e Marcello Massenzio, Einaudi, 2002.
- Morte e pianto rituale: dal lamento funebre antico al pianto di Maria / Ernesto de Martino; introduzione di Clara Gallini, Bollati Boringhieri, 2000.
- Giochi pericolosi. Frammenti di un immaginario alquanto razzista, Manifestolibri, 2000.
- I viaggi nel Sud di Ernesto de Martino / a cura di Clara Gallini e Francesco Faeta; fotografie di Arturo Zavattini, Franco Pinna, e Ando Gilardi, Bollati Boringhieri, collana «Nuova Cultura», 1999 ISBN 978-88-339-1158-8.
- Il miracolo e la sua prova. Un etnologo a Lourdes, Liguori, 1998.
- Ernesto de Martino nella cultura europea, a cura di Clara Gallini e Marcello Massenzio, Liguori, 1997.
- Note di campo: spedizione in Lucania, 30 sett.-31 ott. 1952 / Ernesto de Martino; edizione critica a cura di Clara Gallini, Argo, 1995.
- Palimsesti femminili dalle carceri e dal sifilicomio di Torino (1889-1892), in Arru A. e Chialant M. (a cura di), Il racconto delle donne: voci autobiografie figurazioni, Napoli, Liguori, 1990.
- La ballerina variopinta. Una festa di guarigione in Sardegna, Liguori, 1988.
- Forme di potere e pratica del carisma / [relazioni di] C. Gallini... [et al.]; a cura di Jean-Michel Sallmann, Liguori, 1984.
- La sonnambula meravigliosa, Feltrinelli, 1983.
- Forme di cultura tra i giovani: inchiesta sulle associazioni culturali nelle provincie di Cagliari e Oristano a cura di Clara Gallini, contributi di Pietro Angelini ... [et al. ] EDES, 1983.
- Tradizioni sarde e miti d'oggi : dinamiche culturali e scontri di classe, EDES, 1977.
- La fine del mondo: contributo all'analisi delle apocalissi culturali / Ernesto de Martino; a cura di Clara Gallini, Einaudi, 1977.
- Il referendum sul divorzio in Sardegna, EDES Editrice Democratica Sarda, 1975.
- Le buone intenzioni: politica e metodologia nell'antropologia culturale statunitense, Guaraldi, 1974.
- Il consumo del sacro: feste lunghe di Sardegna, Laterza, 1971.
- Protesta e integrazione nella Roma antica, Laterza, 1970.
- I rituali dell'àrgia, CEDAM, 1967.
- Giochi pericolosi: frammenti di un immaginario alquanto razzista, Manifestolibri, 2002.
- Il ballo della morte della compagnia dei Maddalenanti a Taggia, Firenze: L.S. Olschki 1960.
- Alcuni nessi tra mito, rito e sogno nel folklore religioso sardo, Sassari : Gallizzi, 1963.
- Dono e malocchio, Palermo: S.F. Flaccovio, 1973.
- L'usanza rituale della capriola nel folklore religioso sardo, Sassari: Gallizzi 1963.